# Tetraceratobunus lineatus
Tetraceratobunus lineatus is een hooiwagen uit de familie Sclerosomatidae.